# Viking 2 Orbiter
Il Viking 2 Orbiter, lanciato dalla NASA negli anni settanta del Novecento come parte della sonda Viking 2 (costituita da un orbiter e da un lander) ed entrato in orbita attorno a Marte il 7 agosto 1976, è stato parte di una delle missioni più significative nella storia dell'esplorazione di Marte. L'orbiter era equipaggiato con strumenti d'avanguardia e, oltre ad inviare a Terra immagini uniche della superficie marziana, ha condotto un gran numero di esperimenti scientifici.

## Strumentazione di bordo
Costruito sul modello del precursore Mariner 9, l'orbiter aveva la forma di un ottagono dall'estensione pari a circa 2,5 metri; le otto pareti misuravano 0,4572 metri in altezza, e alternativamente 1,397 e 0,508 metri di larghezza. L'altezza complessiva dell'orbiter era pari a 3,29 metri, dal collegamento con il lander, all'estremità inferiore, a quello con il lanciatore, all'estremità superiore. Quattro ali di pannelli solari si estendevano in direzione perpendicolare le une alle altre, con un'apertura alare complessiva (da un'estremità all'altra delle due ali opposte) di 9,75 metri. Ogni ala era composta da due pannelli solari di 1,57×1,23 metri, per un totale di 34800 celle solari, in grado di produrre fino a 620 W di potenza in prossimità di Marte. L'energia in eccesso veniva immagazzinata in due batterie in nichel-cadmio da 30 ampère-ora.
La propulsione era assicurata da un propulsore a doppio propellente (monometilidrazina e tetrossido di diazoto) che poteva essere inclinato fino a 9 gradi e fornire una spinta massima pari a 1.323 N. Il controllo dell'orientazione spaziale era reso possibile dalla presenza di dodici propulsori minori ad azoto compresso; la stabilizzazione era assicurata da un sensore di acquisizione di solare, un sensore di crociera rivolto verso il Sole, un puntatore stellare rivolto verso Canopo e sei giroscopi, oltre a due accelerometri. Le comunicazioni avvenivano attraverso una trasmittente a banda S da 20 W (a 2,3 GHz) e due TWTA da 20 W. Per permettere esperimenti aggiuntivi legati alle telecomunicazioni fu installata anche una trasmittente nella banda X (8,4 GHz). Ad un'estremità della base dell'orbiter era collegata un'antenna parabolica ad alto guadagno orientabile su due assi, mentre alla parte superiore era ancorata un'antenna fissa a basso guadagno. La quantità massima di dati archiviabili dalla sonda in attesa della ritrasmissione a Terra era di 1.280 megabit. La temperatura era tenuta sotto controllo grazie a strati protettivi, feritoie termicamente attivate e riscaldatori elettrici.

## Strumenti scientifici
La strumentazione scientifica dell'orbiter, dalla massa complessiva pari a circa 72 kg, mirava essenzialmente alla mappatura del suolo marziano e alla misurazione del vapor d'acqua presente in atmosfera e delle emissioni nel campo dell'infrarosso; gli strumenti erano collocati su di una piattaforma isolata termicamente ed orientabile che si estendeva dalla base dell'orbiter. Esperimenti aggiuntivi legati all'utilizzo di onde radio potevano essere condotti tramite la trasmittente di bordo. Le funzioni di bordo erano regolate da due processori indipendenti, dalla memoria di 4.096 word ciascuno per archiviare i comandi ricevuti e i dati acquisiti.

## Svolgimento della missione
Dopo un viaggio interplanetario di 333 giorni, la sonda si è immessa con successo in orbita marziana il 7 agosto 1976; l'orbita è stata regolarizzata nei due giorni successivi, e le prime immagini sono arrivate a Terra entro il 9 agosto. In base alle immagini ricevute dall'orbiter e da quello della Viking 1, che stava orbitando attorno al pianeta rosso dal 19 giugno, il centro di controllo NASA ha scelto il luogo più opportuno per l'atterraggio del lander; la scelta è caduta su una pianura a circa 200 km a ovest del cratere Mie, denominata Utopia Planitia, a circa 6.000 km di distanza dal sito di atterraggio del lander della Viking 1. Il distacco dalla sonda e il conseguente l'atterraggio del lander sono avvenuti il 3 settembre luglio dello stesso anno.
La missione primaria dell'orbiter è cessata l'8 novembre 1976, all'avvicinarsi della fase di opposizione di Marte (quando, cioè, l'interposizione del Sole fra Marte e la Terra rende impossibili, in mancanza di satelliti di comunicazione opportunamente collocati in altri punti del sistema solare, ogni comunicazione fra i due pianeti). Le comunicazioni con la sonda sono state riprese il 14 dicembre dello stesso anno, dando avvio alla seconda fase della missione Viking 2; nell'ottobre 1977 sono stati compiuti sorvoli ravvicinati di Deimos, e nello stesso mese, dopo una graduale discesa iniziata mesi prima, il periastro dell'orbita è stato ridotto alla quota minima di 300 km per consentire una migliore mappatura della superficie marziana. Sono seguiti numerosi cambiamenti orbitali minori, principalmente per facilitare la mappatura variando il tasso di spostamento della superficie rispetto all'orbiter fra due sorvoli consecutivi.
Il 25 luglio 1978, l'orbiter della Viking 2 è stato collocato su un'orbita particolarmente ellittica, la cui quota è compresa fra 302 e 33.176 km, per evitare di contaminare il suolo di Marte in seguito a un eventuale impatto; l'orbita si manterrà stabile almeno fino al 2019. Le operazioni della sonda hanno avuto termine lo stesso giorno, dopo 706 orbite attorno al pianeta e dopo aver inviato quasi 16.000 immagini della superficie marziana. Benché la missione dell'orbiter della Viking 2 sia da considerarsi un successo, essa è durata quasi la metà di quella dell'orbiter della Viking 1, che si è spento il 7 agosto 1980 dopo 1.485 orbite. Ciò è stato dovuto ad una perdita nel sistema propulsivo dell'orbiter della Viking 2 che ha scaricato molto prima del dovuto il serbatoio di gas necessario agli aggiustamenti dell'orbita.

## Obiettivi scientifici

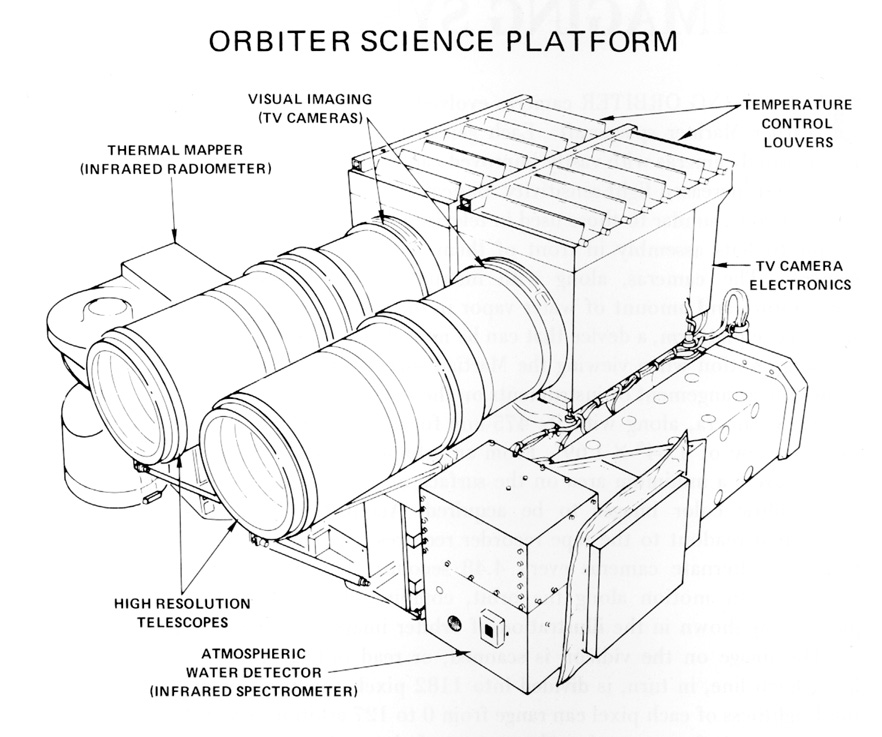
La piattaforma degli strumenti dei Viking Orbiter 1 e 2.

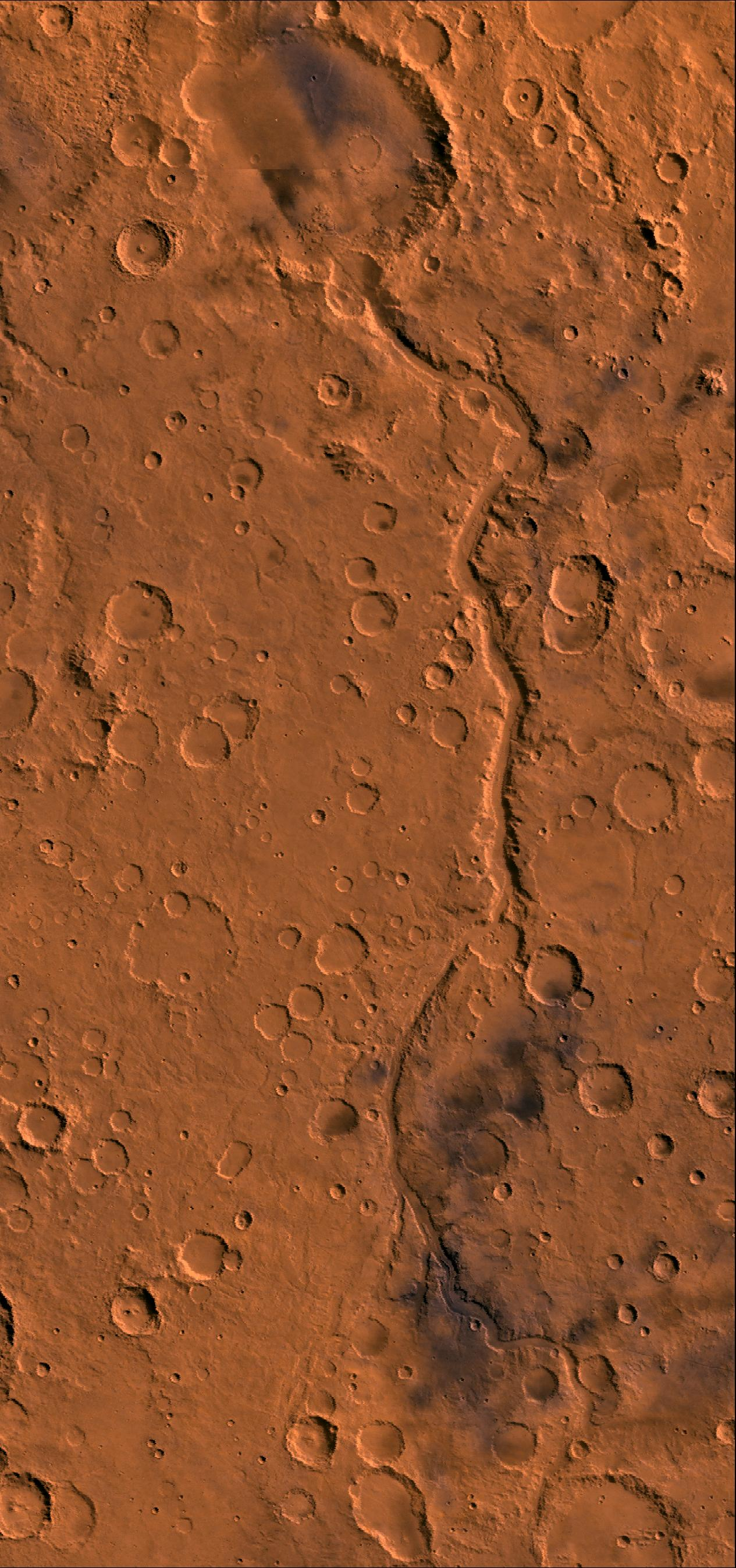
La valle denominata Ma'adim Vallis ripresa dal Viking Orbiter 2.

### Mappatura della superficie
Il Viking 2 Orbiter, analogamente al Viking 1 Orbiter, era equipaggiato con due fotocamere gemelle ad alta risoluzione e a bassa velocità di scansione montate sulla piattaforma degli strumenti, dalla massa di 40 kg ciascuna e dalle dimensioni di 21,8 × 21,8 × 94,0 cm.
Le fotocamere erano equipaggiate con diaframmi meccanici, un telescopio dalla lunghezza focale di 475 mm e vidicon dal diametro di 37 mm. Sei filtri cromatici erano collocati su una ruota girevole posta fra la lente e il diaframma: un filtro blu (0,35-0,53 micrometri), un filtro azzurro (0,48-0,70), un filtro violetto (0,35-0,47), un filtro verde (0,50-0,60), un filtro rosso (0,55-0,70) e un filtro trasparente. Il campo visuale delle camere misurava 1,54 × 1,69 gradi, con ogni pixel pari a 25 microradianti. Da un'altitudine di 1.500 km sulla superficie era possibile, con gli strumenti disponibili, mappare un'area pari ad approssimativamente 40×44 km; la leggera divergenza fra le due camere permetteva di coprire la parte centrale della porzione di territorio osservata con entrambi gli strumenti. Il tempo di esposizione era variabile da 0,003 a 2,66 secondi. I singoli pixel erano digitalizzati sotto forma di un numero a 7 bit (da 0 a 127) ed immagazzinati dalla memoria di bordo della sonda in attesa della trasmissione a Terra. Le due fotocamere erano completamente identiche e indipendenti l'una dall'altra, anche per quanto riguarda l'alimentazione.
Le quattro funzioni essenziali del Viking visual imaging subsystem (VIS), composto dalle due fotocamere, erano le seguenti:
- La selezione di un luogo d'atterraggio opportuno per il lander, che combinasse sicurezza ed interesse scientifico;
- L'osservazione delle principali formazioni geologiche presenti nei luoghi d'atterraggio prescelti, da confrontare con le immagini registrate dal lander;
- La mappatura del pianeta per successivi studi geologici;
- Lo studio dell'atmosfera marziana.

Ad ogni immagine catturata dai Viking Orbiter fu assegnato un codice alfanumerico di cinque cifre ed una lettera, composto dal numero della rivoluzione (prime tre cifre), dalla lettera identificativa del Viking (A o B) e da un numero progressivo di due cifre. L'utilizzo delle fotocamere è terminato il 25 luglio 1978.

### Parametri orbitali
Segue un prospetto dei parametri orbitali dell'orbiter.

## Risultati
Le immagini della superficie marziana inviate sulla Terra dagli orbiter delle due Viking hanno completamente rivoluzionato le precedenti ipotesi circa l'esistenza di acqua su Marte. In molte aree del pianeta sono infatti state ritrovate enormi valli scavate da fiumi che hanno dimostrato come enormi flussi di acqua avessero rotto dighe, creato scanalature nella roccia e viaggiato per migliaia di chilometri. Grandi aree con una fitta presenza di canali situate nell'emisfero australe del pianeta hanno poi suggerito il fatto che in tempi remoti su Marte piovesse. Molti crateri da impatto sembrano poi essere stati causati da un corpo che ha impattato su terreno fango. Forse, nel momento della loro formazione, il suolo ghiacciato circostante si è sciolto trasformandosi in fango e creando ondate come quelle che si vedono sulla superficie attorno ad alcuni crateri marziani. Alcune regioni, chiamate "Terreni caotici marziani", solcate da enormi canali, sembrano aver subito una velocissima perdita di grandissimi volumi di acqua, con una portata stimata in circa diecimila volte quella del fiume Mississippi. Si pensa che ciò sia stato dovuto ad una qualche attività vulcanica sotterranea che potrebbe aver portato allo scioglimento di una grande quantità di ghiaccio, che, una volta passato allo stato liquido, è fluito via facendo collassare il terreno soprastante.

### Galleria d'immagini
Le immagini sottostanti, alcune delle quali sono mosaici di immagini più piccole, mostrano alcune delle migliori fotografie ad alta risoluzione inviateci dagli orbiter delle Viking.

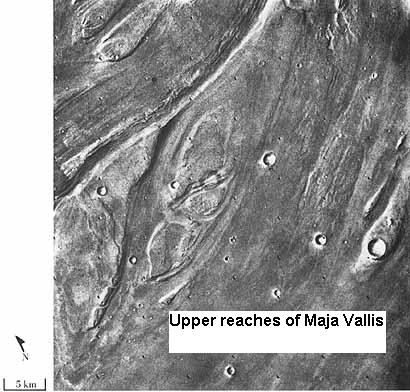
I grandi canali tracciati sulla superficie osservati dalle Viking hanno suggerito che su Marte, un tempo, scorressero enormi flussi di liquidi. L'immagine è parte della mappa chiamata maglia di Lunae Palus.
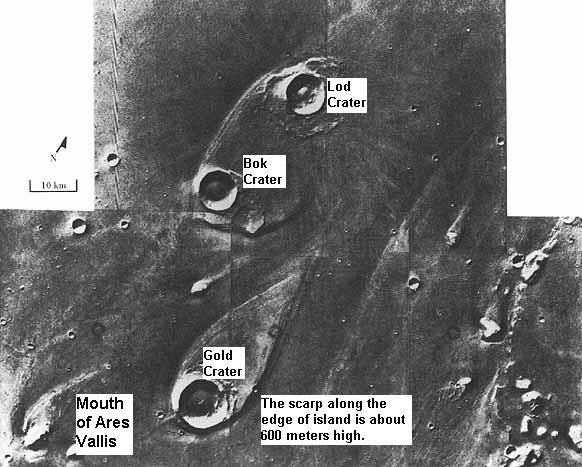
Isole a forma di goccia modellate da flussi d'acqua nella Maja Valles, osservate dagli orbiter Viking. Le isole sono state formate nel materiale eiettato dai crateri Lod, Bok e Gold. L'immagine è parte della mappa chiamata maglia di Oxia Palus.
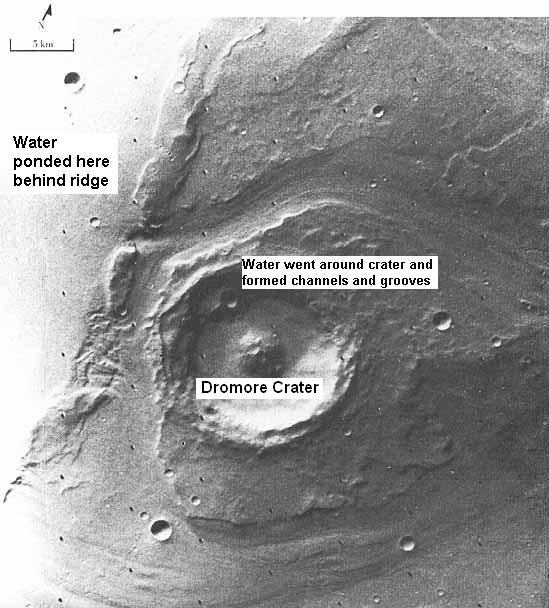
Per causare un'erosione come quella mostrata dalle Viking nei materiali eiettati dal cratere Dromore sono stati necessari enormi flussi di acqua. L'immagine è parte della mappa chiamata maglia di Lunae Palus.
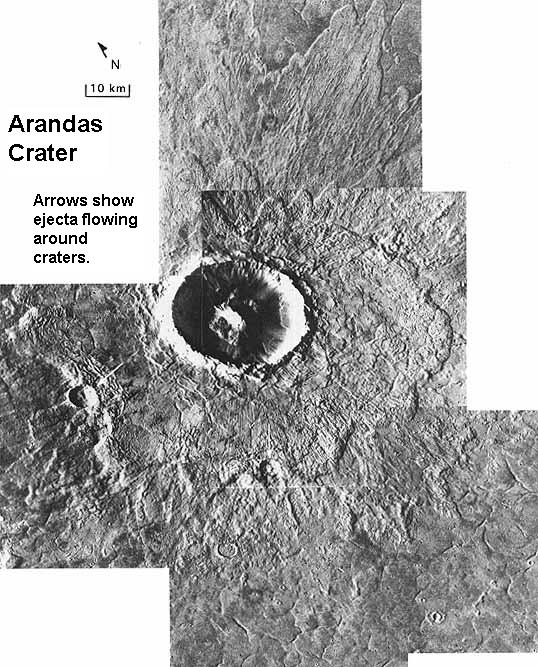
Il materiale eiettato dal cratere Arandas sembra essere stato fangoso. Invece di cadervi dentro dall'alto, il materiale sembra essere passato attorno ai piccoli crateri più vecchi circostanti. Crateri come questo suggeriscono la presenza di grandi volumi di ghiaccio che si sono sciolti al momento dell'impatto li ha formati. L'immagine è parte della mappa chiamata maglia di Mare Acidalium.
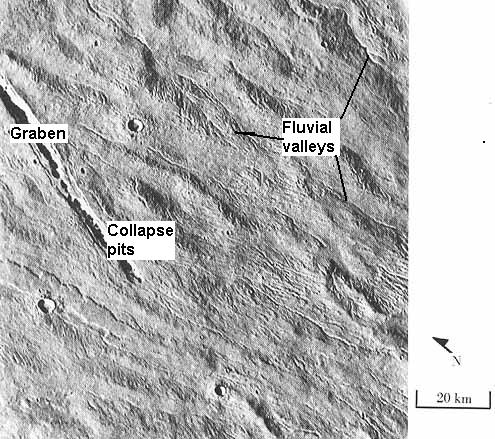
Questa immagine di un fianco del vulcano estinto Alba Mons mostra diversi canali. Alcuni di essi sono stati attribuiti a flussi di lava mentre altri sono stati probabilmente scavati dallo scorrere dell'acqua. L'immagine è parte della mappa chiamata maglia Arcadia.
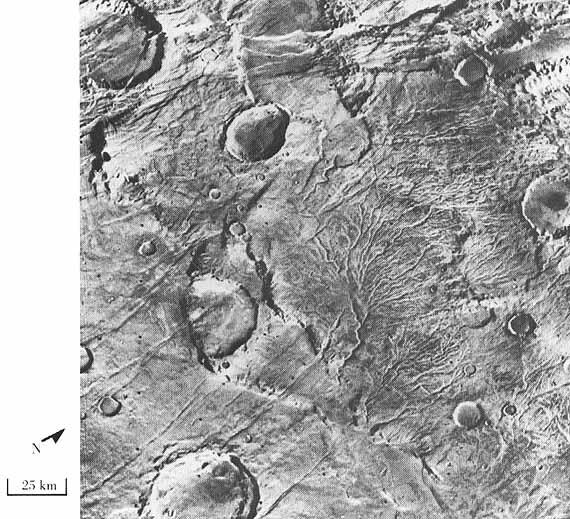
Reti di canali come quelle mostrate dagli orbiter Viking nella mappa chiamata maglia Thaumasia, sono la prova del fatto che in tempi remoti ci fossero piogge su Marte.
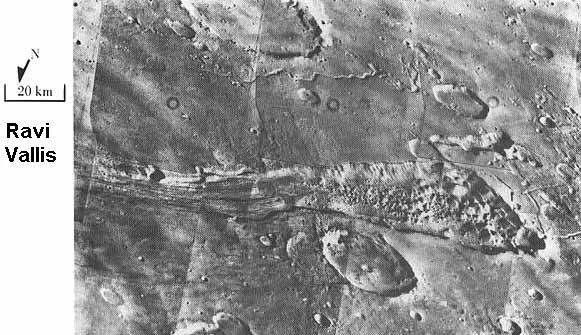
Nell'immagine la formazione denominata Ravi Vallis. Tale struttura è stata probabilmente formata quando giganteschi flussi di acqua sono usciti dal terreno posto sulla destra (un terreno caotico). L'immagine è parte della mappa chiamata Margaritifer Sinus Arcadia.
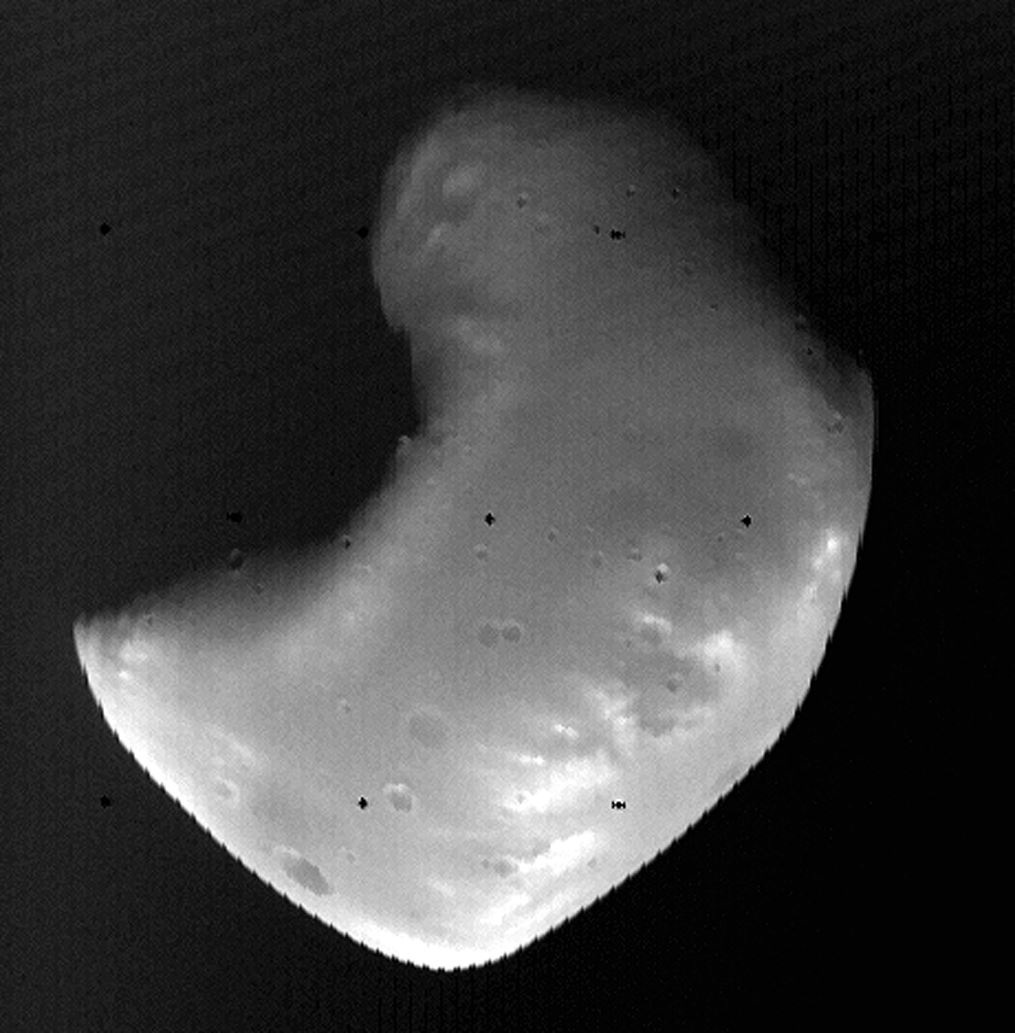
Deimos, in una fotografia scattate nel 1977.